# Microtrycherus luteosignatus
Microtrycherus luteosignatus es una especie de coleóptero de la familia Endomychidae.

## Distribución geográfica
Habita en Angola.